# Домброва Горњича
Домброва Горњича (пољ. Dąbrowa Górnicza) је град у Пољској у Војводству Шлеском у Повјату Dąbrowa Górnicza. Према попису становништва из 2011. у граду је живело 125.905 становника.
.

## Становништво
Према прелиминарним подацима са пописа, у граду је 2011. живело 125.905 становника.
| 1946.  | 1950.  | 1960.  | 1970.  | 1980.   | 2002.   | 2011.   | 2012.   |
| ------ | ------ | ------ | ------ | ------- | ------- | ------- | ------- |
| 28.070 | 32.000 | 56.000 | 62.000 | 141.000 | 132.236 | 125.905 | 124.701 |

## Партнерски градови
- Алчевск
- Кимпулунг Молдованеск
- Студенка